# Amara familiaris
Amara familiaris là một loài bọ chân chạy bản địa của châu Âu.